# Frederic Escanyé
Frederic Escanyé (Tuïr, 15 de maig del 1833 - Perpinyà, 1 de setembre del 1906) va ser un diputat de Pirineus Orientals a l'Assemblea Nacional francesa.

## Biografia
Frederic Escanyé era fill de Ferdinand Escanyé, diputat durant la Monarquia de Juliol, i el net de Sébastien Escanyé, diputat en l'Assemblea Legislativa del 1791. Treballà com a advocat a Perpinyà, on fou membre de la comissió municipal des del 4 de setembre del 1870, conseller de la prefectura, conseller municipal de Perpinyà el 1871 i membre del Consell General dels Pirineus Orientals pel cantó de Tuïr.
Fou elegit diputat pels Pirineus Orientals per primer cop el 1876, va formar part de la Unió Republicana. Fou un dels 363 diputats que va rebutjar la confiança al govern de Broglie el 16 de maig del 1877, fet que provocà eleccions anticipades. Batut a les eleccions legislatives del 1877 pel monàrquic conservador Joseph de Gelcen amb només 36 vots de diferència, l'elecció fou anul·lada posteriorment a causa de les maniobres irregulars organitzades per les autoritats per tal que sortís escollit el seu candidat. Frédéric Escanyé recuperà el seu escó del 1878 al 1885. Batut el 1885, tornà a ser diputat del 1891 al 1906.

## Mandats
Diputat
- 1876-1877
- 1878-1881
- 1881-1885
- 1891-1893
- 1893-1898
- 1898-1902
- 1902-1906